# Friday Night Funkin’
Friday Night Funkin’ – komputerowa gra rytmiczna wydana 5 października 2020 roku przez czwórkę użytkowników serwisu Newgrounds – ninjamuffin99, Phantom Arcade, evilsk8r i Kawai Sprite. Gra dzieli niektóre cechy rozgrywki z Dance Dance Revolution i PaRappa the Rapper oraz zapożycza estetyczne wpływy z gier przeglądarkowych. Przypisuje się grze sprowadzenie użytkowników z powrotem do serwisu Newgrounds, którego szczyt popularności przypadł na początku XXI wieku.
Gra posiada listę zawierającą postacie z zewnętrznych mediów na serwisie Newgrounds.
W trakcie opracowywania jest pełna wersja oparta na Kickstarterze, zatytułowana Friday Night Funkin’: The Full Ass Game.

## Rozgrywka

Boyfriend – główny bohater gry

Gracz wciela się w postać Boyfrienda, który musi pokonać szereg przeciwników, żeby dalej spotykać się ze swoją dziewczyną – Girlfriend. Gracz musi przejść wiele rozdziałów, często określanych jako „tygodnie” (ang. weeks). Każdego tygodnia gracz mierzy się z innym przeciwnikiem, chociaż niektórzy odbiegają od tej struktury poprzez włączenie wielu przeciwników. Podczas gry przeciwnik śpiewa wzór nut (reprezentowanych jako strzałki), które gracz musi następnie powtórzyć za pomocą klawiszy strzałek lub klawiszy W, A, S i D. Niektóre utwory wprowadzają bardziej skomplikowane schematy, przy czym schemat gracza czasami różni się od schematu przeciwnika lub obu śpiewaków angażujących się w duet. Na każdy tydzień gracz ma możliwość wyboru jednego z trzech poziomów trudności – łatwy (ang. easy), normalny (ang. normal) lub trudny (ang. hard). Wraz ze wzrostem trudności wzrasta prędkość nadlatujących strzałek, natomiast ich wzory stają się bardziej złożone. Najwyższy wynik gracza z każdego tygodnia na każdym poziomie trudności jest śledzony i wyświetlany w górnym rogu ekranu wyboru tygodnia.
Gra posiada dwa różne tryby rozgrywki – kampanię fabularną, w której piosenki są odtwarzane liniowo oraz tryb „freeplay”, który pozwala na swobodny wybór dowolnego utworu muzycznego w grze.

## Historia

logo prototypowej wersji gry dla Ludum Dare

ninjamuffin99 zebrał mały zespół twórców Newgrounds w celu opracowania pierwszego prototypu Friday Night Funkin’ jako zgłoszenie do konkursu Ludum Dare 47 w październiku 2020 roku. Prototyp miał jedynie garść utworów muzycznych i brakowało menu. Pomimo prymitywnego projektu odniósł nieoczekiwany sukces, co doprowadziło do wielu próśb o pełną grę. W odpowiedzi ninjamuffin99 stwierdził, że ma plany rozbudowania gry.
ninjamuffin99 zaktualizował grę 1 listopada 2020 roku, dodając kilka dodatkowych menu i opcji, a także „tydzień 2”. Zainteresowanie grą wzrosło, a jej rozgłos w serwisie Newgrounds szybko zyskał na popularności, ponieważ cieszyła się dużym zainteresowaniem za pośrednictwem platform takich jak YouTube, Twitter, TikTok i Twitch. Ścieżka dźwiękowa autorstwa kompozytora Kawai Sprite została udostępniona bezpłatnie na Bandcamp i Spotify.
W lutym 2021 roku ninjamuffin99 poprosił Nintendo o wydanie gry Friday Night Funkin’ na konsolę Nintendo Switch. Jednak prośba została odrzucona z powodu niekompletności gry.
„Tydzień 7” został wydany jako czasowa wyłączność na serwisie Newgrounds. Ze względu na wzrost ruchu w Newgrounds, strona uległa awarii i była niedostępna przez kilka dni.

## Modyfikacje
Gra posiada aktywną społeczność moddingową ze względu na wydanie oparte na otwartym oprogramowaniu, pozwalającym na implementację treści stworzonych przez fanów. W rezultacie pełna gra otrzyma wsparcie dla modyfikacji przy użyciu frameworka Polymod.

## Kickstarter
W kwietniu 2021 roku twórcy ogłosili plany uruchomienia projektu Kickstarter jeszcze w tym miesiącu, żeby przekształcić wersję demo w pełną grę. 18 kwietnia Kickstarter dla pełnej wersji gry został wydany pod nazwą Friday Night Funkin’: The Full Ass Game i osiągnął swój cel 60 tys. dolarów w ciągu kilku godzin. Kickstarter ostatecznie zebrał ponad 2 mln dolarów. W lutym 2022 roku na serwisie IGN poinformowano, że Friday Night Funkin’: The Full Ass Game było jednym z najbardziej finansowanych projektów Kickstarterów w 2021 roku.